# التهاب المساريقا المصلب مجهول السبب
التهاب المساريقا المصلب مجهول السبب هو مرض نادر يصيب الأمعاء الدقيقة، ويتميز بوجود التهاب مزمن في المساريقا يؤدي في النهاية إلى تليفها. سُمي سابقًا الحثل الشحمي المساريقي، أو التهاب المساريقا الانكماشي.

## العلامات والأعراض
يمكن أن يترافق التهاب المساريقا المصلب بعلامات وأعراض خفيفة جدًا أو دون أي مظاهر، ولكن الكثير من المصابين يعانون من ألم مزمن وشديد في البطن ويكون هذا الألم الشكوى الرئيسة الأكثر حدوثًا. يعاني آخرون من مشكلات مزمنة في حركات الأمعاء، ما يؤدي إلى الإسهال والانتفاخ والغازات والتشنج الذي يتراوح من شديد إلى خفيف.
يُكشف الاضطراب من خلال التشريح النسيجي الذي يظهر نخر الخلايا الدهنية والتليف والالتهاب المزمن في الأمعاء الدقيقة. قد يشير فحص المساريقا إلى وجود كتلة مفردة، ومن الشائع وجود سماكة مساريقية منتشرة.
يحاكي التهاب المساريقا المصلب مجهول السبب أمراض البطن الأخرى مثل سرطان البنكرياس أو السرطان المنتشر. التصوير المقطعي المحوسب ضروري لوضع التشخيص الأولي.

## الآلية المَرَضية
اقتُرحت أسباب متعددة لحدوث التهاب المساريقا المصلب مثل الرض، والإجراءات الجراحية السابقة، وأمراض المناعة الذاتية مثل الذئبة، والأمراض المرتبطة بالغلوبولين المناعي آي جي 4، والتهاب المفاصل الروماتويدي، والعدوى مثل السل، وداء المستخفيات، والبلهارسيا، وفيروس النقص المناعي البشري والأدوية مثل باروكستين وبرغوليد ولكن ارتباطات هذه المسببات بالتهاب المساريقا المصلب تخميني بدرجة عالية من التحيز.

## التشخيص
يساعد التصوير المقطعي المحوسب الذي يشكل صورًا مقطعية لجسم المصابين في تقييم المرض. يستخدم مصطلح «المساريقا الضبابية أو المتغيمة» لوصف الزيادة في كثافة الدهون المساريقية في التهاب المساريقا المصلب. لكن السمة السابقة غير نوعية ويمكن أن تظهر في حالات أخرى مثل الوذمة المساريقية والوذمة اللمفية والنزيف ووجود الخلايا الورمية والالتهابية، ويجب استبعاد هذه الحالات. نادرًا ما تكون العقد اللمفاوية المساريقية أكبر من 10 مم في التهاب المساريقا المصلب. إذا كانت العقد المساريقية أكبر من ذلك، يجب إجراء مزيد من الفحوصات باستخدام التصوير المقطعي بالإصدار البوزيتروني أو بالخزعة.
قد يُظهر التصوير بالرنين المغناطيسي شدة T1 متوسطة وشدة T2 متغيرة وفقًا لشدة الوذمة والتليف. يؤدي وجود الوذمة إلى ارتفاع إشارة T2 ويسبب التليف انخفاض إشارة T2.

## العلاج
تشمل العلاجات المحتملة المستخدمة في تدبير التهاب المساريقا المصلب مجهول السبب الستيروئيدات وتاموكسيفين وثاليدوميد.

## الوبائيات
التهاب المساريقا المصلب مجهول السبب نادر جدًا ولم يُشخص إلا لدى نحو 300 مريض في جميع أنحاء العالم حتى عام 2014، ويُعتقد أن حالاته تبقى دون تشخيص. يمكن أن يحدث عند الأطفال.

## البحث
أبلغت مايو كلينك في روتشستر عن دراسة كبيرة شملت 92 مريضًا، تراوحت أعراضهم بين الخفيفة والشديدة. وكان معظمهم من الذكور، بمتوسط عمر 65 سنة. وأهم الأعراض الألم البطني (لدى 70%) والإسهال (25%) وفقدان الوزن (23%). وتبعًا لمرحلة التندب والتليف، استُخدمت علاجات متعددة، منها جراحة انسداد الأمعاء، أو الأدوية لوقف تطور المرض.
في سلسلة الحالات هذه، تلقى 56% من المرضى العلاج الدوائي فقط، وتلقى معظم هؤلاء عقار تاموكسيفين مع جرعة تخفيضية من بريدنيزون، أو مع كولشيسين أو آزاثيوبرين أو ثاليدومايد.
تشير النتائج التي وصلت إليها الدراسة أن التهاب المساريقا المصلب يمكن أن يكون معطِلًا للحياة رغم كونه مرضًا حميدًا. واستفاد المرضى الذين ظهرت لديهم أعراض من المعالجة الدوائية بتاموكسيفين مع بريدنيزون، ولابد من المتابعات الإضافية لدعم النتائج.